# Opwierdermeer
Het Opwierdermeer is een voormalig meer of meerstal bij Opwierde in de provincie Groningen. De gronden in het meer behoorden bij een vroegere borg in Solwerd. Het meer groeide ind e 19e eeuw dicht en werd rond 1900 als weide gebruikt.